# Истобники
Истобники — село в Рыбновском районе Рязанской области России, административный центр Истобниковского сельского поселения.

## География
Село расположено в 4 км к северу от райцентра, города Рыбное.

## История
Находившаяся в Истобниках церковь в XVII веке (священно-служитель Григорий с 1676 по 1698 годы) именовалась Космодамианскою, при ней числилось 74 двора, в числе которых было 30 дворов боярских. В 1852 году князем Николаем Дмитриевичем Волконским построена была Троицкая церковь с приделом в честь Космы и Дамиана.
В XIX — начале XX века село входило в состав Рыбновской волости Рязанского уезда Рязанской губернии. В 1905 году в селе было 41 двор.
С 1929 года село являлось центром Истобниковского сельсовета Рыбновского района Рязанского округа Московской области, с 1937 года — в составе Рязанской области, с 2005 года — центр Истобниковского сельского поселения.

## Население
| 1859 | 1906 | 2010 |
| ---- | ---- | ---- |
| 162  | ↗251 | ↘148 |